# Domäne Dahlem

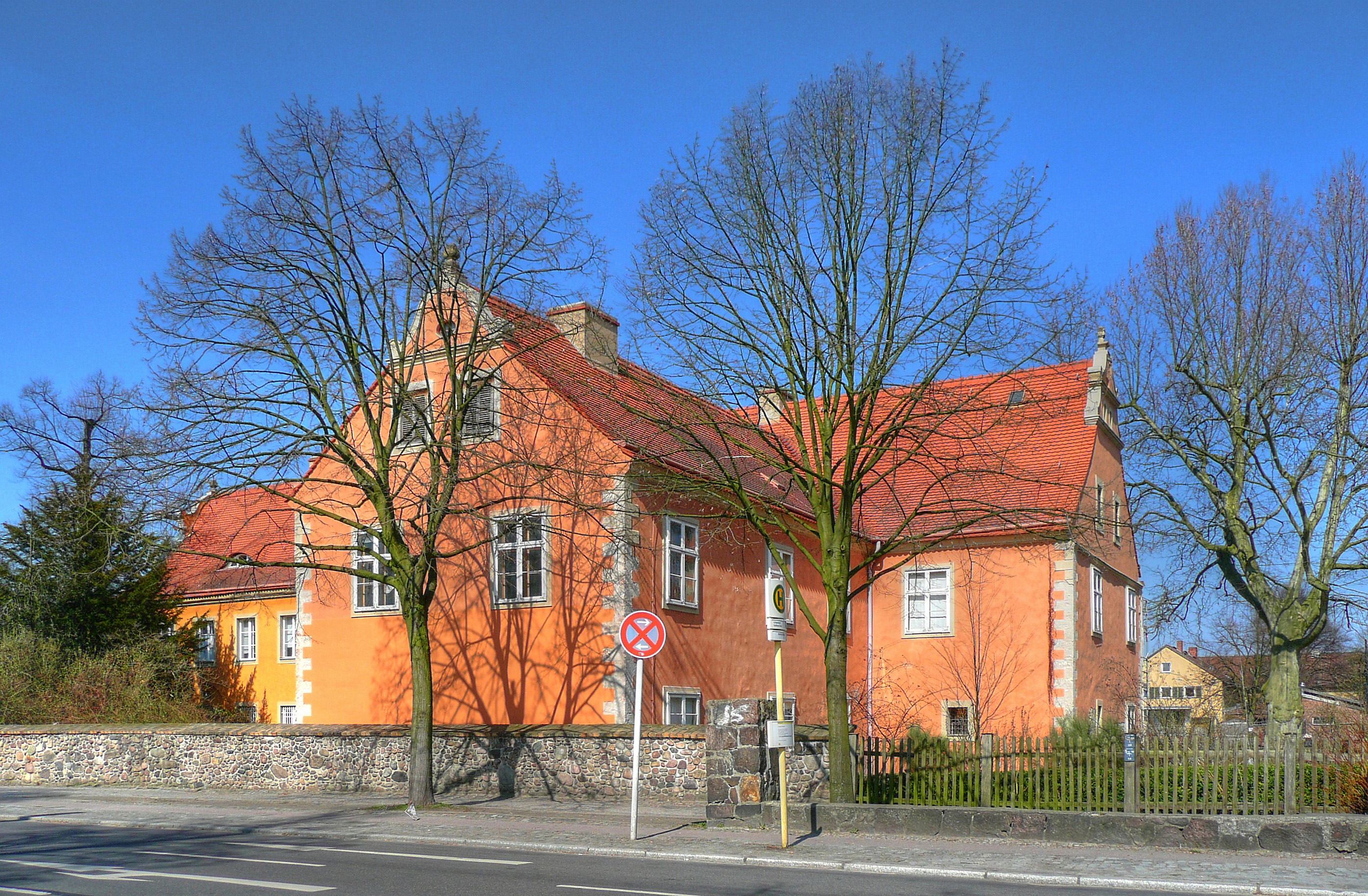
Domäne Dahlem, 2009

Die Domäne Dahlem ist das historische Rittergut des ehemaligen Dorfes Dahlem und heute ein Freilandmuseum für Agrar- und Ernährungskultur mit ökologischem Schwerpunkt im Südwesten Berlins. Seit mehr als 800 Jahren wird hier Landwirtschaft betrieben.

## Vom Acker zum Vorort

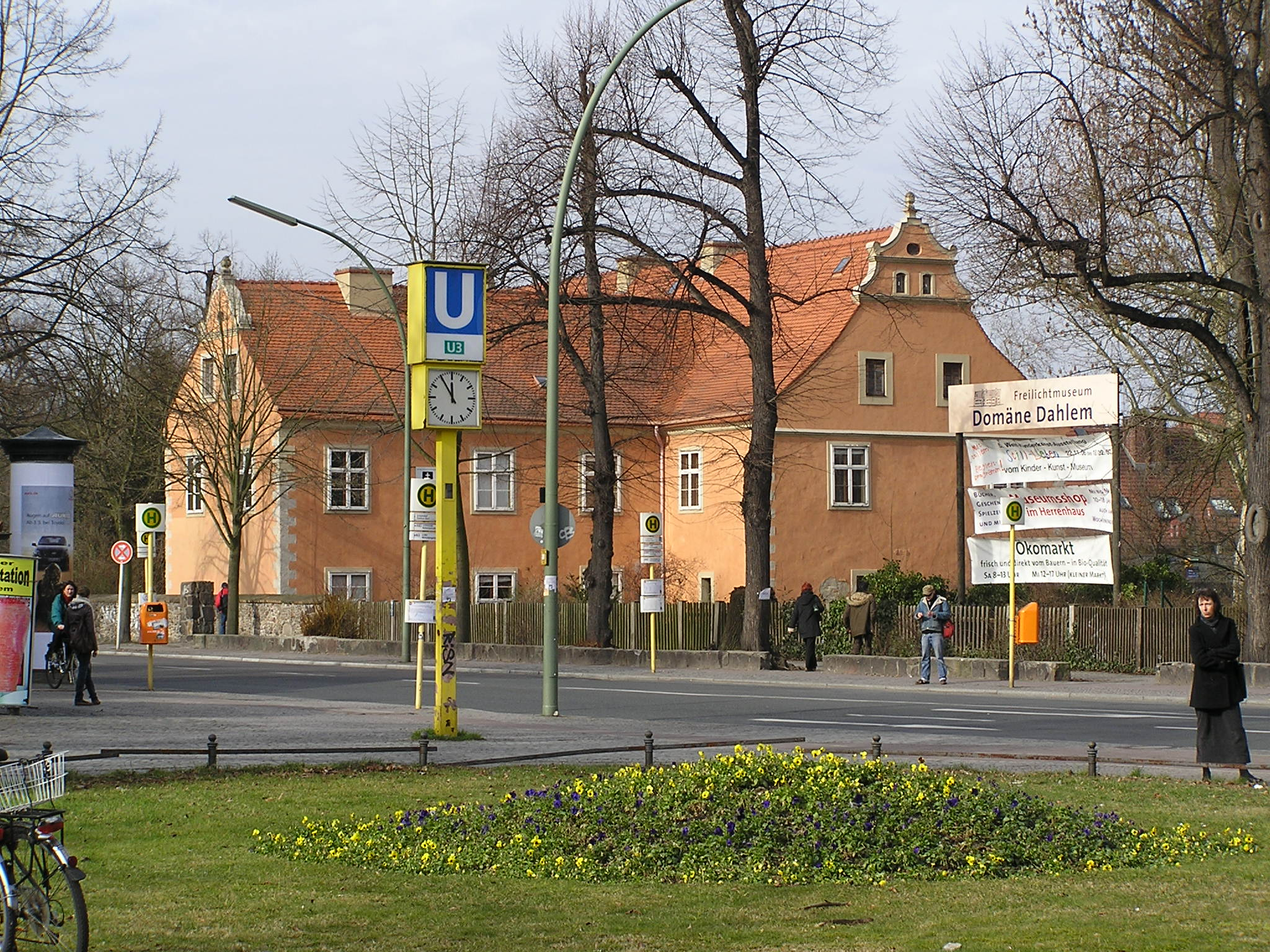
Domäne Dahlem gegenüber dem
U-Bahnhof Dahlem-Dorf

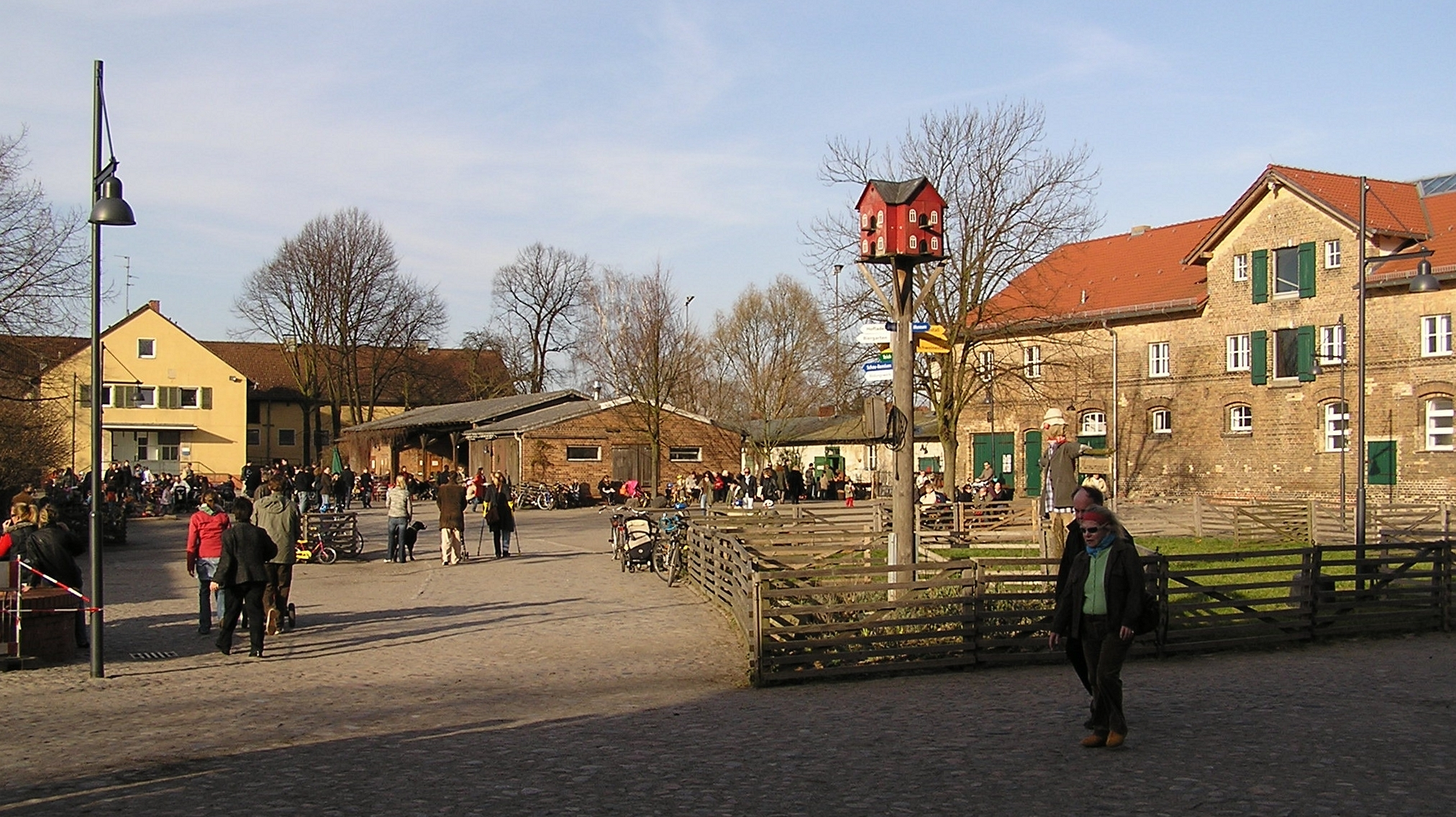
Hof der Domäne Dahlem

Aus der Phase des Ritterguts Dahlem stammen das Herrenhaus von 1560, der Pferdestall von 1830, die Stellmacherei aus dem frühen 19. Jahrhundert sowie der Hofbrunnen und der auf dem Dorfanger gelegene Eiskeller von 1709. Beim Herrenhaus handelt es sich um das älteste Wohngebäude Berlins mit noch vollständig intakten Räumlichkeiten. Über dem Eingang des Herrenhauses ist das Allianzwappen von Cuno Johann von Wilmersdorff (1638–1720) und Catharina Elisabeth von Hake (1638–1720) angebracht. Es wurde 1560 als zweigeschossiges Fachwerkgebäude errichtet. In den darauf folgenden Jahrhunderten lebten dort Mitglieder der Adelsgeschlechter von Pfuel, von Wilmersdorff, von Podewils und von Beyme. Nach dem Tod des letzten Gutsbesitzers Carl Friedrich von Beyme im Jahr 1838 verkaufte seine Tochter Charlotte Gerlach das Dorf Dahlem 1841 an den preußischen Domänenfiskus. Dahlem war nun eine Staatsdomäne geworden.

### Umwandlung und Aufteilung
Erste Pläne zur gewinnträchtigeren Verwertung der Ländereien gab es bereits ab Mitte des 19. Jahrhunderts; sie wurden jedoch unter anderem von Otto von Camphausen abgewehrt.
Zum Ende des Jahrhunderts wurden die Vorstellungen angesichts der rasch gewachsenen Großstadt wieder aktuell. Die erste Ansiedlung war der vom heutigen Kleistpark verlegte Botanische Garten. Am 26. Juni 1897 stimmte der Preußische Landtag dem Projekt zu.
Um 1901 begann man dann, die nahe der Hauptstadt liegenden riesigen Acker-, Weide- und Waldflächen systematisch in Bauland umzuwandeln. Dabei sollte ein Teil für öffentliche Aufgaben – vor allem Wissenschaft und Forschung – genutzt werden, ein anderer Teil als Villengrundstücke an Privatpersonen verkauft werden. Das umgewandelte Gebiet begann im Nordosten am heutigen Breitenbachplatz, entlang der Straße Unter den Eichen ging es bis an das Gebiet des Dorfes Zehlendorf; im Westen und Nordwesten wurden auch Teile des Königlichen Forstes Grunewald in das Bauland einbezogen, das nahtlos in die bestehende und erfolgreiche Villenkolonie Grunewald überging. Zwecks Steigerung des Immobilienwertes durch gute Anbindung an Berlin wurde eigens eine Bahnlinie gebaut (heute: Linie U3). Die neu angelegten Straßen erhielten ihre Namen nach preußischen Ministern (Landwirtschaft, Finanzen, Inneres) und Forstbeamten. Die Aufteilungskommission unter ihren Vorsitzenden Thiel, Brümmer und Adolf von Harnack verewigte sich auch selbst auf den Straßenschildern; letzterer wurde allerdings als Präsident der auf seinen Vorschlag hin gegründeten Kaiser-Wilhelm-Gesellschaft (KWG) geehrt.
Vorgesehen war, dass die naturwissenschaftlichen Einrichtungen der philosophischen Fakultät der Universität, die in Berlin-Mitte unter drangvoller Enge litten, hier einen neuen Standort erhalten sollten. Der Beginn des Ersten Weltkriegs machte dies zunichte. Erst durch ganz andere Entwicklungen kam es fast 40 Jahre später nach dem Zweiten Weltkrieg hier mit der Freien Universität zum vorgesehenen Wissenschaftszentrum. Zu den Einrichtungen, die noch wie geplant entstanden, gehören Institute der KWG (Van’t-Hoff-Straße) oder das Staatsarchiv, mehrere Forschungseinrichtungen für Garten- und Landwirtschaft sowie das Asiatische Museum.
Zwischenzeitlich wurde nach und nach das Museumszentrum Dahlem (im weiteren Sinn) aufgebaut, insbesondere weil im Ergebnis des Zweiten Weltkriegs das alte Museumszentrum auf der Museumsinsel für West-Berlin nicht mehr zugänglich war. Teilweise wurden Einrichtungen mittlerweile zum Kulturforum verlegt (Gemäldegalerie); die weitgehende Rückverlagerung in die Innenstadt zum Humboldtforum ist vorgesehen.

### Landwirtschaftlicher Betrieb
Der landwirtschaftliche Betrieb der Domäne wurde auch nach Beginn der Parzellierung trotz schrumpfender Fläche aufrechterhalten. Der verbleibende Wirtschaftsbetrieb – das heutige Museum – liegt an der Königin-Luise-Straße 49. Die Straße erhielt den Namen nach dem in der Nähe befindlichen Luisenstift.

## Heutige Nutzung und Museum

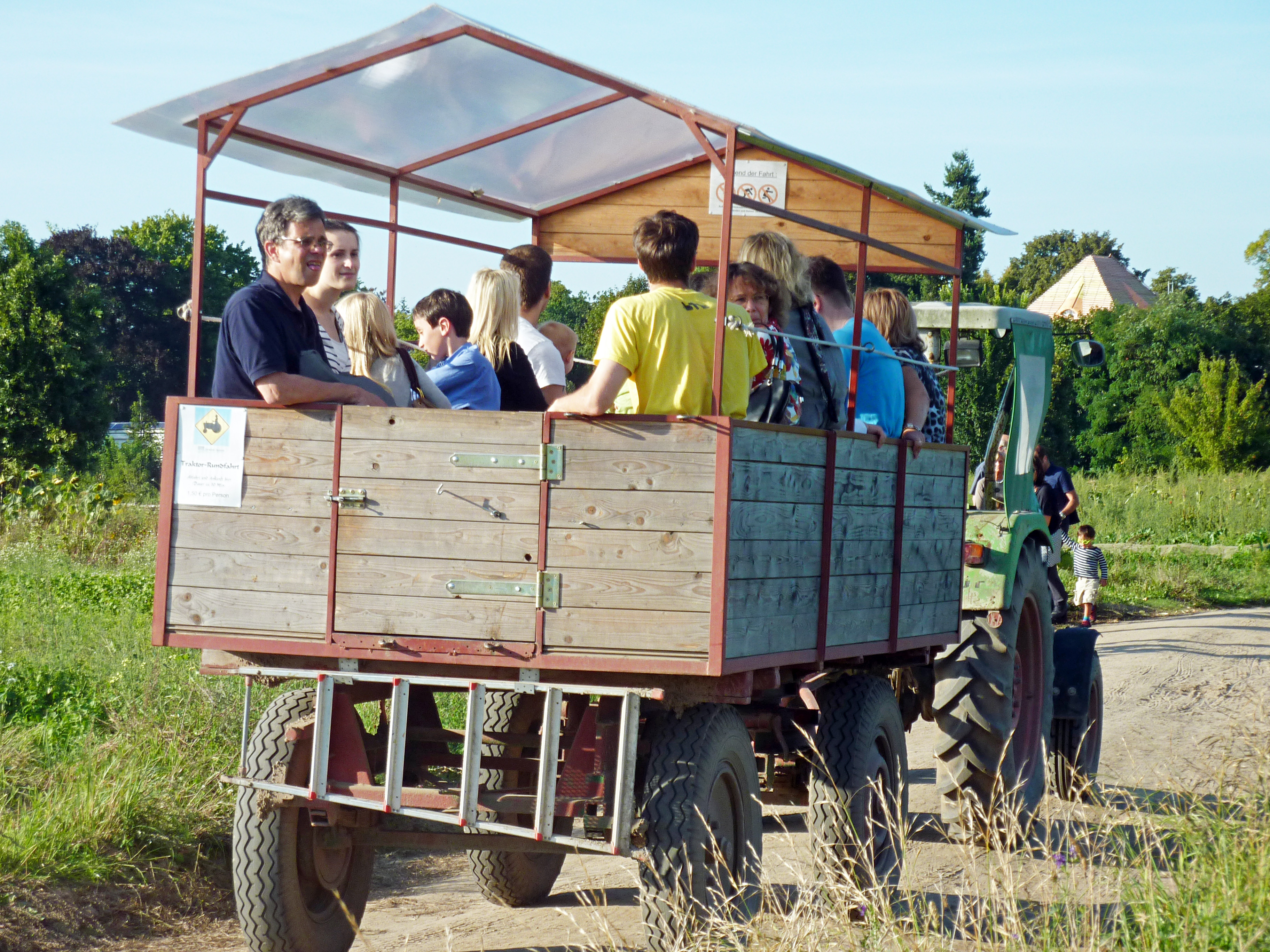
Traktorrundfahrt über den Domänenacker

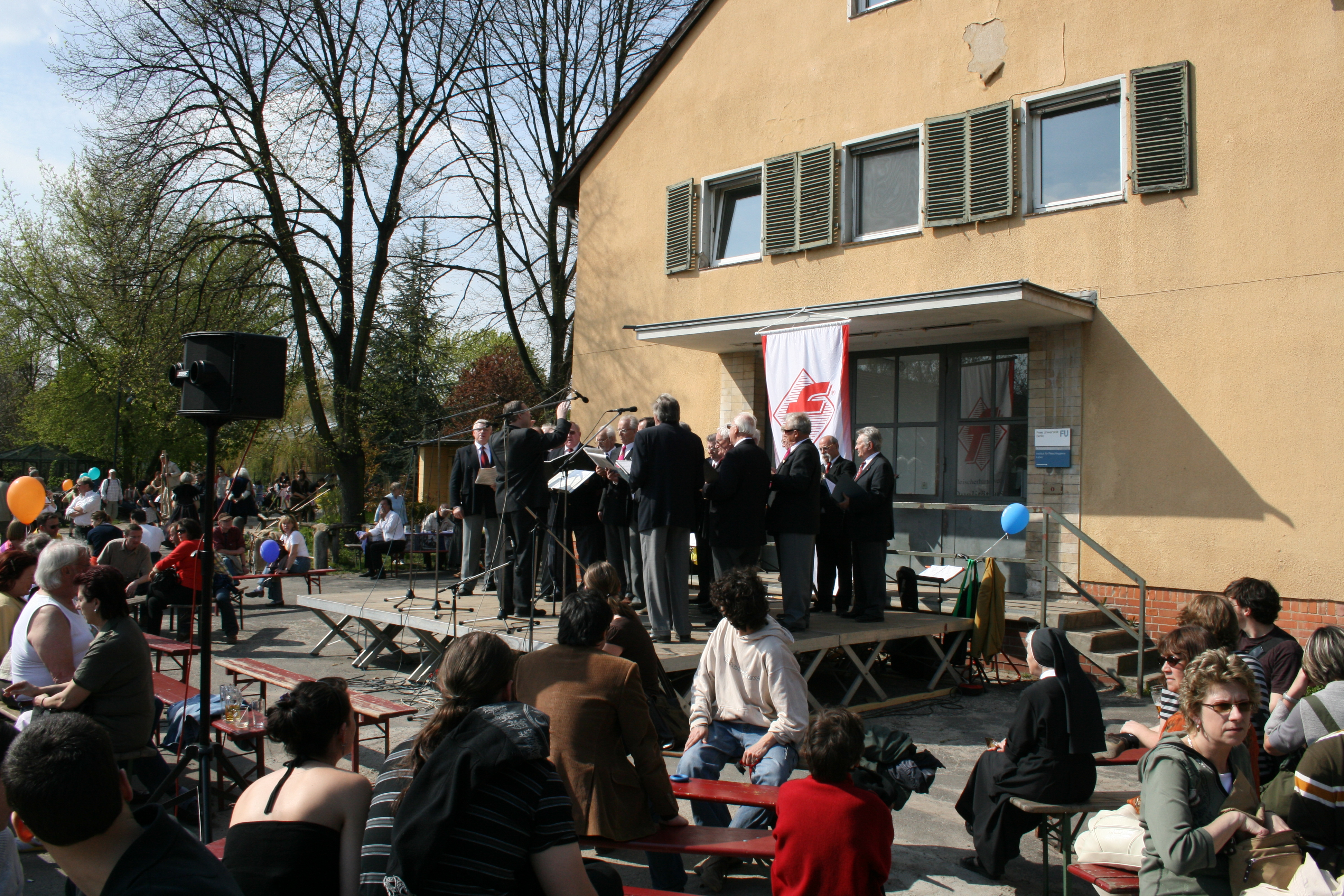
Bratwurstmeisterschaft auf der Domäne: Chor der Fleischer-Innung, 2008

Nach dem Zweiten Weltkrieg wurde das Gelände teilweise durch die Freie Universität Berlin genutzt. Mit der Schließung der West-Berliner Stadtgüter drohte auch der Restfläche der Domäne Dahlem die Bebauung. Daraufhin gründete sich die Bürgerinitiative „Freunde der Domäne Dahlem e. V.“, die die Idee eines volkskundlich geprägten Freilichtmuseums mit Erfolg umzusetzen wusste. Erster Vorsitzender war Martin Quilisch.
Das Museum etablierte sich zunächst durch berlinweit ausstrahlende Marktfeste wie das „Erntefest“ oder die „Adventsmärkte“. 1995 wechselte die Trägerschaft zur Stiftung Stadtmuseum Berlin. Seit 2009 betreibt die Stiftung Domäne Dahlem das Freilichtmuseum als eine selbstständige Stiftung bürgerlichen Rechts. Das Museum zeigt anregende Ausstellungen zu landwirtschaftlichen und Ernährungsthemen. Im Herrenhaus zu sehen ist unter anderem ein Kaufmannsladen und eine Fleischerei aus den 1920er Jahren sowie ein Labor des Kaiserlichen Gesundheitsamtes zum Thema „Als der Verbraucherschutz laufen lernte“.
2015 wurde der Museumsbetrieb in einem weiteren historischen Gebäude entscheidend erweitert: Im Culinarium werden unter dem Motto „Vom Acker bis zum Teller“ zahlreiche Aspekte rund um die Essgewohnheiten und ihre Entwicklung seit 1850 bis in die Gegenwart dargestellt. Auf drei Etagen findet der Besucher hunderte Exponate, diverse Medien und zahlreicher Mitmachstationen. Das Dachgeschoss des Culinariums wendet sich speziell an Kinder. Die Ausstellung wurde mehrfach ausgezeichnet.
Das Landgut ist ein anerkannter Bioland-Betrieb und Deutschlands einziger Bauernhof mit U-Bahn-Anschluss. Dabei handelt es sich um die Station Dahlem-Dorf der Linie U3.

## Auszeichnungen
- Für die Zeiträume 2008/2009, 2010/2011 und 2012/2013 Auszeichnung als UN-Dekadeprojekt[4] für Bildung für nachhaltige Entwicklung, für die Herstellung eines unmittelbaren, sinnlichen Bezugs sowie vielfältiger Zugangsmöglichkeiten zu den natürlichen Lebensgrundlagen für eine breite Öffentlichkeit in der Bildungsarbeit.
- 2011 Preisträger des bundesweiten Wettbewerbs Ideen für die Bildungsrepublik im Rahmen der Initiative Deutschland – Land der Ideen für den Einsatz der Einrichtung für mehr Bildungsgerechtigkeit für Kinder und Jugendliche.